# Jhon Velásquez Velasco
Jhon Cristian Velásquez Velasco (Cliza, 22 de abril de 2003) es un futbolista boliviano. Juega como extremo en Bolívar de la Primera División de Bolivia.

## Trayectoria
Velásquez comenzó a jugar al fútbol en las filas de Bolivia 2022 y Argentinos Juniors de Santa Cruz hasta que, en 2022, fue fichado por el Bolívar.
Debutó profesionalmente el 15 de mayo de 2022, en compromiso válido por la decimoquinta jornada del Torneo Apertura de aquel año, en la derrota 1-2 ante Royal Pari, ingresando a los 84 minutos por Javier Uzeda.
En junio se fue a préstamo al club danés Thisted FC.
En febrero de 2023 con el fin de sumar minutos y retomar la regularidad es enviado a préstamo a Wilstermann. El 27 de abril anotó su primer gol en la victoria por 5-1 ante Real Tomayapo.

## Selección nacional

### Categorías inferiores
Participó con la Selección sub-23 en el Preolímpico de 2024 realizado en Venezuela, en el que jugó tres encuentros.
| Torneo                      | Sede      | Resultado    | Partidos | Goles |
| --------------------------- | --------- | ------------ | -------- | ----- |
| Sudamericano Sub-23 de 2024 | Venezuela | Primera fase | 3        | 0     |

### Selección absoluta
En 2024 recibió su primera convocatoria con la selección boliviana en la renovación del plantel encabezada por el director técnico Óscar Villegas para jugar las eliminatorias al Mundial de 2026 ante Colombia, encuentro que finalmente no disputaría.

## Clubes
| Club                       | País      | Año           |
| -------------------------- | --------- | ------------- |
| Bolívar                    | Bolivia   | 2022-presente |
| Thisted FC (cedido)        | Dinamarca | 2022          |
| Jorge Wilstermann (cedido) | Bolivia   | 2023          |

## Palmarés

### Torneos nacionales
| Título           | Club    | Año           |
| ---------------- | ------- | ------------- |
| Primera División | Bolívar | Apertura 2022 |
| Primera División | Bolívar | 2024          |